# 15273 Румкорфф
15273 Румкорфф (15273 Ruhmkorff) — астероїд головного поясу, відкритий 8 квітня 1991 року.
Тіссеранів параметр щодо Юпітера — 3,369.